# Cornus parviflora
Cornus parviflora là một loài thực vật có hoa trong họ Cornaceae. Loài này được S.S.Chien miêu tả khoa học đầu tiên năm 1931.